# Casa del Jazz
Die Casa del Jazz ist ein Jazzclub und Veranstaltungsort in Rom.
Die Casa del Jazz (Viale di Porta Ardeatine 55) war ursprünglich eine Villa, die in den 1980er Jahren einem Mafiaboss gehörte. Nach dessen Tod wurde sie in einen Jazzclub umgebaut und schließlich einer der bekannten Veranstaltungsorte der römischen Jazzszene. Neben Konzerten finden dort auch jazzpädagogische Veranstaltungen, Vorlesungen und Festivals (wie die Reihe Jazzitaliano Live) statt. Die Casa del Jazz verfügt über ein Auditorium mit 150 Sitzplätzen, Probenräume, Buchhandlung, Restaurant und einen Park, der für Konzerte genutzt wird.
In dem Club wurden zahlreiche Konzerte mitgeschnitten und als Alben veröffentlicht, u. a. von Stefano Bollani, Franco D’Andrea, Danilo Rea, Furio Di Castri,  Paolo Fresu, Roberto Gatto, Enrico Pieranunzi, Gianluca Petrella, Enrico Rava, Danilo Rea, Antonello Salis, Giovanni Tommaso und Pietro Tonolo. 2005 wurde die Casa del Jazz mit dem europäischen Jazzpreis Django d’Or ausgezeichnet.